# Kennedia prostrata
Kennedia prostrata es una especie de planta fanerógama perteneciente a la familia Fabaceae, endémica de Australia.

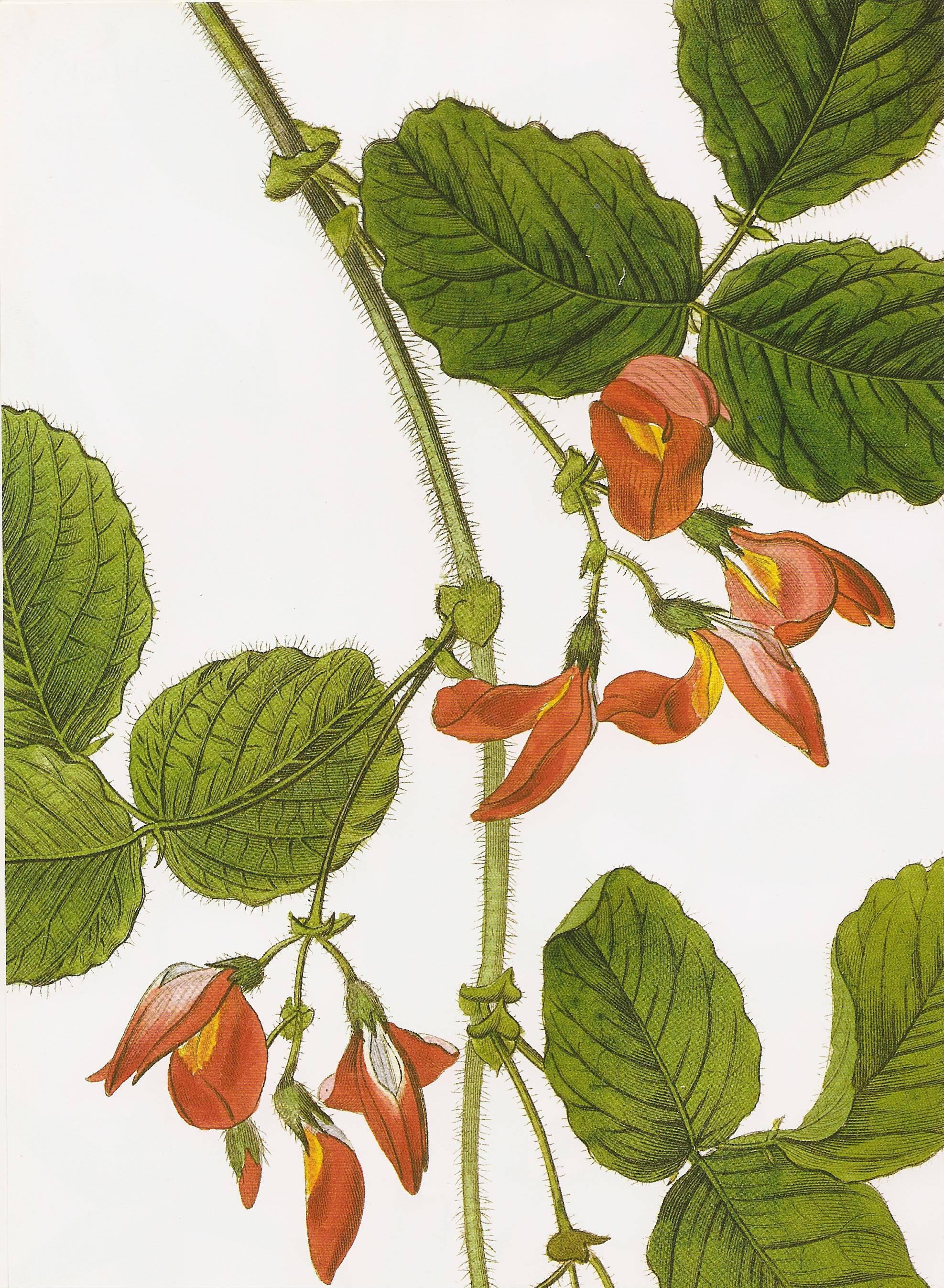
Ilustración de Miss S. A. Drake (fl. 1820s-1840s), que fue publicada en el volumen 21 del Botanical Register (1836), editado por John Lindley.

## Descripción
Es un arbusto postrado que puede extenderse hasta una anchura de 1,5 metros y tiene hojas de color verde claro que comprenden 3 foliolos redondeadas con bordes ondulados. Las flores se producen solas o en parejas entre abril y noviembre en su área de distribución natural. Estas son seguidas por vainas cilíndricas que miden de 3 a 5 cm de longitud.

## Distribución y hábitat
Es originaria de los estados de Australia Occidental, Australia del Sur, Tasmania, Victoria y Nueva Gales del Sur.

## Cultivo

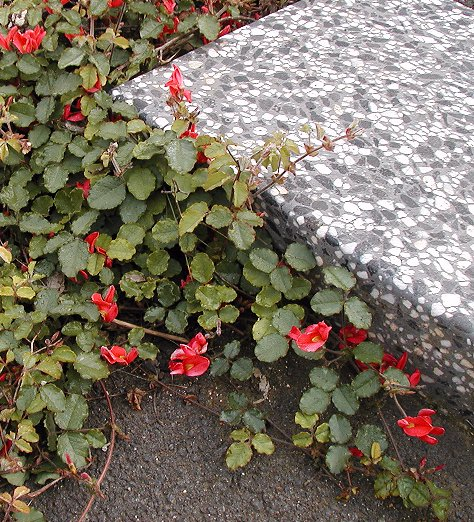
Kennedia prostrata en el Jardín Botánico de Geelong.

La especie se adapta de forma natural a los suelos arenosos o más ligeros y prefiere un lugar soleado. Es resistente a la sequía y tiene algo de tolerancia a las heladas. Las plantas pueden ser propagadas por semilla escarificada.

## Taxonomía
Kennedia prostrata fue descrita por Robert Brown y publicado en Hortus Kewensis; or, a Catalogue of the Plants Cultivated in the Royal Botanic Garden at Kew. London (2nd ed.) 4: 299. 1812.
Etimología
Kennedia: nombre genérico que fue nombrado por Étienne Pierre Ventenat en honor de John Kennedy, un socio de la firma de renombre de viveristas, Lee y Kennedy de Hammersmith, Londres.
prostrata: epíteto latíno que significa "postrada".